# ノット・ギルティ
「ノット・ギルティ」（Not Guilty）は、ジョージ・ハリスンの楽曲である。1979年に発売されたアルバム『慈愛の輝き』に収録された。1968年にビートルズがマハリシ・マヘーシュ・ヨーギーのもとで過ごすためにインドを訪問した後に書かれた。歌詞は、ビートルズがアップル・コアを設立し、マハリシとの対立が公になったことでバンドメイトであるジョン・レノンとポール・マッカートニーがハリスンに反感を抱いたことへの反論として書いたもの。本作は、1968年に発売されたアルバム『ザ・ビートルズ (ホワイト・アルバム)』のセッションで録音され、同年8月に完成したが、同作には未収録となった。
1978年にアルバム『慈愛の輝き』のセッションにて再録音が行われ、ニール・ラーセンやウィリー・ウィークスらが参加した。アレンジも1968年バージョンと異なり、ジャズ・ポップ調のアレンジとなっている。1984年に『セッションズ』用に編集を加えたものが用意され、1996年に発売された『ザ・ビートルズ・アンソロジー』に収録された。フルバージョンは、1968年5月に録音されたハリスンによるデモ音源とともに、2018年に発売された『ザ・ビートルズ (ホワイト・アルバム) (スーパー・デラックス・エディション)』に収録された。

## 背景

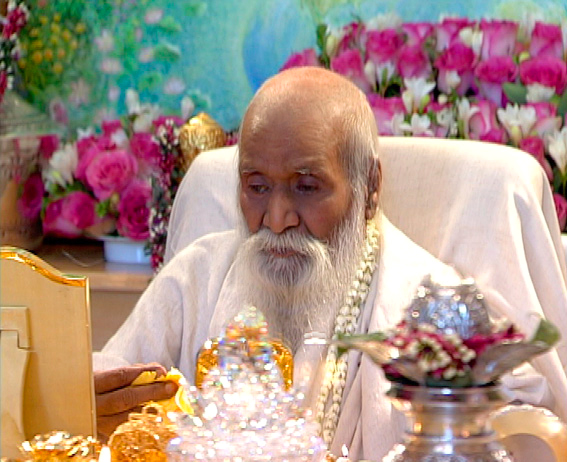
マハリシ・マヘーシュ・ヨーギー（2007年）

1968年、ビートルズはインドのリシケーシュでマハリシ・マヘーシュ・ヨーギーの下で超越瞑想を学び、そのインド訪問後にハリスンは「ノット・ギルティ」を書き下ろした。ハリスンは他のメンバーに瞑想やインドの文化への興味を先導し、聴衆や音楽仲間に影響を与えたが、1968年4月にビートルズとマハリシとの関係に亀裂が生じた。リンゴ・スターは「いろんなものにアレルギーがあって、食事がどうしようもなかった」「子供たちが恋しくなったから」という理由から、ポール・マッカートニーは同行していたジェーン・アッシャーがロンドンのフォーチュン・シアターで舞台のリハーサルをする予定が入っていたことから早期に帰国。ハリスンとジョン・レノンはリシケーシュに残ったが、マハリシと女性教徒との不適切な関係の疑惑を知り、急遽出て行くこととなった。その後、レノン、マッカートニー、ハリスンとの間で意見の相違が生じ、これは1970年4月にビートルズが解散するまで続いた。ハリスンは、1980年に出版した自伝『I・ME・MINE』の中で、「『ノット・ギルティ』は、ポール、ジョン、アップル、リシケーシュ、インドの友達に宛てたもの」と語っている。
レノンがイギリスに戻った一方で、ハリスンはラヴィ・シャンカルを訪ねた。4月下旬にハリスンはロンドンに戻ったが、アップル・コアの広報担当者であるデレク・テイラー曰く「アップルの事業の贅沢さに、恐怖を感じていた」とのこと。アップルは、新進のアーティストに創造的なアイデアを提供することを求める広告を打ち出した。ロンドンのオフィスには応募が殺到したものの、その大半は無視されることとなった。1987年の『ミュージシャン』誌のティモシー・ホワイトとのインタビューで、ハリスンは「彼らのキャリアを邪魔することに罪悪感はないと言ったんだ。マハリシに会うためにリシケーシュを訪れたことで、彼らを迷わせたことに罪はないとね。僕は自分自身のために頑張ったんだ」と語っている。
リシケーシュでの生活は、ハリスンのソングライターとしての成長にも影響を与えた。この時期、シャンカルの下で2年にわたってシタールを習得した後、ハリスンが再びギターと向き合うようになり、「ノット・ギルティ」はギターを使って作曲した楽曲の1つであった。しかし、レノンとマッカートニーがビートルズのソングライティングを牛耳っていたことから、この生産性の全容は1970年にソロ・アルバム『オール・シングス・マスト・パス』が発売されるまで隠されたままだった。作家のピーター・ドゲットは、ビートルズがリシケーシュに滞在したことは、ハリスンのインドの文化の擁護がビートルズを音楽的かつ哲学的な方向に導いていた時期の終わりを意味していると述べ、「ハリスンは自分の曲をバンドのアルバムに収録してもらうために努力しなければならず、レノンが1967年に自主制作したテレビ映画『マジカル・ミステリー・ツアー』以降、マッカートニーが他のメンバーのキャリアを管理しようとすることに憤慨し続けたことにより、昔のパワーバランスが秘かに復活した」と付け加えている。

## 曲の構成
「ノット・ギルティ」のキーは、Eマイナー。3つのヴァースとコーラスの各セクションは、曲のタイトルフレーズで始まり、タイトルフレーズで締められる。曲中には作家のアラン・クレイソンが「特徴的で、卑しい」と評するギターリフが含まれており、曲はインストゥルメンタルのコーダで終わる。また、シンコペーションや半音階、ビートルズ・バージョンにおけるギターソロの後に4分の4拍子から8分の3拍子の6小節に変更されるのも特徴の1つとなっている。
音楽学者のウォルター・エヴェレットは、本作の音楽形式を「作曲者の典型的かつ突飛なコードの並置」の例として取り上げており、「ジャズの方法論に似た新たなレベルの洗練が明らかになった」としている。エヴェレットによると「Eマイナーが主調に対して、Aマイナーはヴァースの冒頭でトニック化され、さらにG-Dm8-Dm7-E7のコード配列で暗示されている」とのことで、本作はヨーロッパの作曲家であるフーゴ・ヴォルフやマックス・レーガーに感銘を受けた可能性があると結論づけている。
「ノット・ギルティ」は、1967年に録音した同じくハリスン作の「オンリー・ア・ノーザン・ソング」に続く、ビートルズにおけるハリスンの不満を表した楽曲となっている。エヴェレットは、歌詞について「ソングライターどうしの横暴に対する抗弁」と表現している。ハリスンは、アルバム『慈愛の輝き』のプロモーション時のインタビューで、「歌詞は少し古くさい。『リンゴのカート』をひっくり返すだのなんだのというくだりは。だけどこれにはちょっと、あの当時起こっていたことも関係している。『Not guilty for getting in your way, while you're trying to steal the day（君がその日を盗もうとしているうちは、君の邪魔をしても罪にはならない）』―これはスペースを得ようとしている僕のことだった」と語っている。また、歌詞ではインドでのビートルズの経験にも触れられており、「僕は、みんなでマハリシに会いにリシケーシュに行ったことで、みんなを道に迷わせたとしても僕の罪にはならないと言った。自分を弁護していたんだ」としている。

## ビートルズによるレコーディング

### イーシャー・デモ
1968年5月、ハリスンはイーシャーにある自宅で、本作のアコースティック調のデモ音源を録音した。このデモ音源をはじめ、イーシャーにあるハリスンの自宅で録音された新曲のデモ音源は、後の2枚組LP『ザ・ビートルズ』のレコーディングに向けた準備の一部であった。本作をはじめイーシャー・デモは、長い間海賊盤でのみ流通していたが、2018年に発売された『ザ・ビートルズ (50周年記念アニバーサリー・エディション)』に収録された。

### スタジオでのレコーディング

#### ベーシック・トラック
ビートルズは、1968年8月にロンドンにあるEMIレコーディング・スタジオで、「ノット・ギルティ」のレコーディングを行なった。1968年7月29日から8月7日にかけて、シングル『ヘイ・ジュード』のレコーディングやミキシングに重点が置かれ、技術的な問題に対処した後、本作の作業を再開した。プロデュースはジョージ・マーティン、レコーディング・エンジニアはケン・スコットが務めた。本作は拍子記号が変化するため、覚えるのが困難であったという。8月7日の最初の18テイクではイントロのみに集中し、同日の夜に追加で27テイク録音した。ビートルズは、2回のセッションで合計101テイク録音したが、そのうち最後まで演奏できたのは21テイクのみで、ベーシック・トラックにはテイク99が採用された。
最初のテイクではエレクトリックピアノによる鍵盤の伴奏が含まれていたが、8月8日のセッションではこのパートはハープシコードに置き換えられた。よって、ベーシック・トラックで使用された楽器は、エレクトリック・ギター、ハープシコード、ベース、ドラムの4種。音楽評論家のイアン・マクドナルドは、ハープシコードの演奏者について「ハリスンかレノン」としているが、エヴェレットは前年に「愛こそはすべて」でも演奏したレノンをハープシコードの演奏者として挙げている。本作のレコーディングで、ハリスンは友人のエリック・クラプトンから贈られた「ルーシー」と名付けられたギブソン・レスポールを使用していて、このギターが使用された初の楽曲となっている。

#### オーバー・ダビング
8月9日にテイク99に対して、スターはドラムを、マッカートニーはベースをオーバー・ダビングした。8月12日にハリスンはリード・ボーカルのオーバー・ダビングを行なった。この時にハリスンはコントロール・ルームで歌っており、スコットは「スピーカーが鳴り響く中で歌いたいと言われたんだ。そうすればステージに立っているような気分になれるからね」と振り返っている。レノンとマッカートニーは、ハーモニー・ボーカルの追加を試みたが、ハリスンは満足していなかった。
その後、ハリスンはライブ演奏を思わせるギターの録音に多くの時間を費やした。同日、完成した楽曲のRM1と題されたモノラル・ミックスが作成された。『ギター・ワールド』誌の編集者は、ハリスンのギターワークについて「筋の通ったリード・ラインから、アビー・ロードのエコー・チェンバーの1つにアンプを設置し、スタジオのコントロール・ルームで音量に影響されずに演奏しながら、アンプを最大に上げて効果を上げたトーンまで素晴らしい出来映え」と称賛している。なお、本作では「アイム・オンリー・スリーピング」と同じように逆回転させたギターソロが入っており、ビートルズの楽曲において逆回転ギターソロが使用された最後の楽曲とされている。
マクドナルドは、『ザ・ビートルズ (ホワイト・アルバム)』へのハリスンの貢献が、メンバー間の協力関係の欠如や、セッションの特徴となる不和によって阻害された例として「ノット・ギルティ」を挙げている。ハリスンがギリシャでの短い休暇に出かけた後、他のメンバーは緊張が高まる中で8月20日にレコーディングを再開。レノンとスターはあるスタジオで「ヤー・ブルース」のオーバー・ダビングを行い、マッカートニーは別のスタジオで単独で「マザー・ネイチャーズ・サン」を録音した。2日後、すでにハリスンはロンドンに戻っていたが、バンド内で高まっていた険悪な雰囲気から、スターは一時的にビートルズを脱退することとなった。

#### その後
エヴェレットによると、「ノット・ギルティ」は『ザ・ビートルズ (ホワイト・アルバム)』の最終選考から外された最後の1曲であった。10月26日のリリース発表の際、『ニュー・ミュージカル・エクスプレス』誌は「ノット・ギルティ」を収録予定曲の1つとして挙げていたが、ビートルズのロード・マネージャーであるマル・エヴァンズは、バンドのファンクラブ会報誌に「ダブル・アルバムには収録しない」と書いている。レングは「ビートルズに対する辛辣な言葉を含むこの曲は、バンドの汚い洗濯物を干すには少し率直すぎた」という見解を示している。音楽ジャーナリストのマイケル・ギルモアも「おそらくハリスンがレノンとマッカートニーに向けた曲であることが、誰の目から見ても明らかだったからだろう」という見解を示している。
2008年、『ゴールドマイン』誌は『ザ・ビートルズ (ホワイト・アルバム)』についての研究の中で、本作の除外がアルバムに関する議論のポイントの1つであるとし、「『絶妙なバランス』と感じるリスナーと、『ビートルズは "Not Guilty" を加えるべきだった』と主張するリスナーが存在している」と述べている。1968年、ジョージ・マーティンは、2枚組LPから1枚に縮小して発売することを好んでいた。エヴェレットは、マーティンの典型的な「好みと制約」に沿った15曲のリストを提示しており、その中でマーティンは「ノット・ギルティ」と、同じくハリスン作の「ホワイル・マイ・ギター・ジェントリー・ウィープス」と「ロング・ロング・ロング」を選曲していただろうと主張している。
本作の最終テイクはテイク102（テイク99のリダクション・ミックス）で、1984年にジェフ・エメリックによって編集とリミックスが行なわれ、アルバム『セッションズ』に収録される予定となっていたが、このアルバムは発売中止となった。ハリスンとマッカートニーが「作品の質」を批判する宣誓供述書を提出した後、『セッションズ』のために用意された音源を収録したEMIの社内カセットの1つが海賊盤業者の手に渡ってしまい、これを元に『Ultra Rare Trax』が制作されることとなった。「ノット・ギルティ」は、1980年後半に発売された海賊盤『Ultra Rare Trax Volume 3』に収録された。1996年10月に『ザ・ビートルズ・アンソロジー3』の収録曲として正式に発売された。音楽評論家のリッチー・アンターバーガーは、『ザ・ビートルズ・アンソロジー3』に収録の「ノット・ギルティ」について、「1968年のステレオ・ミックスからギターソロなどを編集したことによる落とし子である」と評し、「アンソロジーで再構成された多数の作品の中で、とりわけ非難されている」と付け加えている。2018年に発売された『ザ・ビートルズ (ホワイト・アルバム) 〈スーパー・デラックス・エディション〉』には、未編集のテイク102が収録されている。

## ジョージ・ハリスンによるレコーディング
作家のロバート・ロドリゲスによると、「ノット・ギルティ」は『ザ・ビートルズ (ホワイト・アルバム)』のアウトテイクとして知られていたものの、一度も公に聴かれたことがなかったことから、1970年代後半にはビートルズのファンの間で多くの支持を得ていたとのこと。
1978年初頭、ハリスンは自叙伝『アイ・ミー・マイン』を執筆するにあたり、制作した楽曲の原稿を収集していた際に、「ノット・ギルティ」のデモ音源を再発見した。ハリスンは、1979年に発売のアルバム『慈愛の輝き』に収録する楽曲として、再びレコーディングを行なうことを決めた。この時、本作と同じくイーシャーでデモ音源を録音した「サークルズ」にも着手し、1969年に作曲した「ヒア・カムズ・ザ・サン」の続編として「ヒア・カムズ・ザ・ムーン」を作曲した。

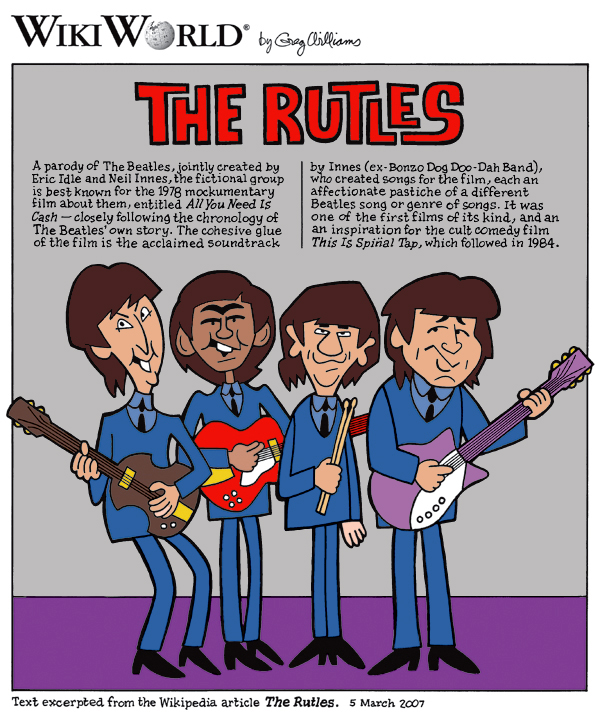
ラトルズのイラスト。ハリスンはラトルズが制作したビートルズのキャリアを風刺したモキュメンタリー『オール・ユー・ニード・イズ・キャッシュ』に出演し、「ノット・ギルティ」のレコーディングに取り組んだ。

セッションは1978年4月から10月にかけて行なわれ、オリヴィア・アリアスと結婚し、2人の第1子となるダーニが誕生するなど、ハリスンにとって家庭的に充実した時期と重なった。また、ハリスンは、ラトルズが制作したビートルズのキャリアを風刺したモキュメンタリー『オール・ユー・ニード・イズ・キャッシュ』に出演するなど、かつてのバンドを取り巻く神話を否定することを楽しんでいた。同映画でハリスンに相当するキャラクターであるスティッグ・オハラは、ラトルズ解散後に脚光を浴びることなく、エア・インディアの女性客室乗務員に転身するという設定であるが、ハリスンは映画で自身の精神的なこだわりを風刺することを許容した。
ハリスンは、オックスフォードシャー州ヘンリーにある自宅スタジオ「FPSHOT」で「ノット・ギルティ」のレコーディングを行ない、レコーディングにはニール・ラーセン、スティーヴ・ウィンウッド、アンディ・ニューマークらをサポート・ミュージシャンとして迎えた。ラーセンは本作の軸となるローズ・ピアノを演奏し、ハリスンはオリジナルのエレクトリック・ギターのパートをアコースティック・ギターのパートに変更した。また、10年前のビートルズのレコーディング時に難航した8分の3拍子のセクションも省略されている。落ち着いたジャズ調のアレンジで、ハリスンのスキャットとウィリー・ウィークスのベースとの相互作用で曲が終わる。ハリスンはアルバム発売を12月に予定していたが、アートワークの問題で遅延することとなった。12月15日、ビートルズが1963年まで定期的に公演を行なっていたハンブルクのスター・クラブの新装開店に、ハリスンはスターと共に参加した。
ハリスンは、本作をリッキー・リー・ジョーンズのデビュー・アルバムなどを手がけたワーナー・ブラザース・レコードのスタッフ・プロデューサーであるラス・ティテルマンと共同でプロデュース。レングは、ハリスンによるリメイクをジョージ・ハリスンというシンガーの典型的な心象風景として捉えている。

## リリース・評価
1979年2月20日にダーク・ホース・レコードからアルバム『慈愛の輝き』が発売され、「ノット・ギルティ」は「愛はすべての人に」と「ヒア・カムズ・ザ・ムーン」の間である2曲目に収録された。本作は「失われたビートルズの楽曲」という評判から、ハリスンのリスナーにとって特に興味深い作品となっていた。ハリスンはアルバムのプロモーション活動を限定的に行なったが、その間ビートルズの再結成の可能性をめぐる憶測が定期的に飛び交っていた。ロサンゼルスでの記者会見では、かつてのメンバーがお茶を飲みに集まり、その様子を衛星放送で放映することを提案した。また、「ノット・ギルティ」が純粋にマッカートニーに向けた楽曲であるという解釈を否定し、「いや、1968年のその時期について書いた曲…そこにはたくさんの笑い話があったんだ。ただ、それを探せばいいんだ」と語っている。
ピーター・ドゲットは、1968年のできごとから11年後に発売された本作は、「過去、特にビートルズが象徴化されていた存在していた時代に対する大局的な執着を優しく風刺している」と述べている。また、ドゲットは、「ハリスンはプロモーション活動においてビートルズのノスタルジアから距離を置いていたが、主夫になって4年目となるレノンが何をしているのだろうかという人々の興味を共有していた」と付け加えている。当時の『ローリング・ストーン』誌のインタビューで、ハリスンは「ここ2年間レノンに会っていない」とし、自身の生活の変化の後に元バンドメイトが脚光を浴びないようにする決断を理解したと述べている。
アルバムは好意的な評価を受け、特にイギリスでは1970年代初頭以来ハリスンにとって最も評判の良い作品となった。『ニュー・ミュージカル・エクスプレス』誌のハリー・ジョージは「ノット・ギルティ」の収録を歓迎し、「『オール・ユー・ニード・イズ・キャッシュ』に参加できたビートルがすべて悪いわけではない」と述べ、「リンゴのカートをひっくり返す」というのはラトルズのセリフだと推測した。ハリー・ジョージは本作を「緊張感のあるソフト・シュー・シャッフル」と評し、ラーセンのエレクトリックピアノ、ウィークスの「蛇のようなベース」、そしてハリスンの歌詞が「かつての泣き言のような防衛意識」ではなく「ウィットと落ち着き」を与えていることを強調した。1979年に『メロディ・メイカー』誌に寄稿したE.J.スリブも、ラトルズの映画でエリック・アイドルの風刺の対象となることを受け入れたハリスンを認めている。スリブは「ノット・ギルティ」を「愛はすべての人に」と「ブロー・アウェイ」と共にアルバムの最も楽しい3曲として挙げ、本作について「コードが転がり続け、メロディは唱えると良く、歌詞はシンプルながら彼らのストーリーを語っている」と述べている。

## クレジット
ビートルズ版
- ジョージ・ハリスン - ボーカル、リードギター、リズムギター
- ジョン・レノン - ハープシコード
- ポール・マッカートニー - ベース
- リンゴ・スター - ドラム

ジョージ・ハリスン版
- ジョージ・ハリスン - ボーカル、アコースティック・ギター
- ニール・ラーセン - エレクトリックピアノ
- スティーヴ・ウィンウッド - キーボード
- ウィリー・ウィークス - ベース
- アンディ・ニューマーク - ドラム
- レイ・クーパー - コンガ